# Schoepfia arenaria
Schoepfia arenaria är en tvåhjärtbladig växtart som beskrevs av Nathaniel Lord Britton. Schoepfia arenaria ingår i släktet Schoepfia och familjen Schoepfiaceae. IUCN kategoriserar arten globalt som starkt hotad. Inga underarter finns listade i Catalogue of Life.